# Carl Schultz
Pour les articles homonymes, voir Schultz.
Carl Schultz est un réalisateur australien né le 19 septembre 1939 à Budapest (en Hongrie).

## Filmographie sélective
- 1977 : The Tichborne Affair (TV)
- 1978 : Blue Fin
- 1983 : Goodbye Paradise
- 1983 : Careful, He Might Hear You
- 1985 : Winners: Top Kid (TV)
- 1987 : Bullseye
- 1987 : Travelling North
- 1988 : La Septième Prophétie (The Seventh Sign)
- 1989 : Cassidy (TV)
- 1991 : La Traversée de l'enfer (Which Way Home) (TV)
- 1993 : Curacao (TV)
- 1995 : Young Indiana Jones and the Treasure of the Peacock's Eye (TV)
- 1997 : L'Amour en embuscade (Love in Ambush) (TV)
- 1999 : The Adventures of Young Indiana Jones: Spring Break Adventure (vidéo)
- 1999 : Un homme parmi les lions (en) (To Walk with Lions)
- 2007 : The Adventures of Young Indiana Jones: Passion for Life (vidéo)